# Francesc Ferrer Ferret
Francesc Ferrer Ferret (Villanueva y Geltrú, Barcelona; 22 de octubre de 1847 - 15 de enero de 1920) fue un escritor y periodista español.
Hijo de Gregori Ferrer Soler y de Àngela Ferret Marí, familia bienestante gracias a los negocios realizados en La Habana, Francesc y su hermano Gregori heredaron una fortuna considerable. Francesc se dedicó a los negocios durante una temporada en La Habana y hacia el 1875 volvió a Villanueva. El 1879, junto con otros hombres de la ciudad adquirieron la fábrica de la Rambla, que actuó bajo el nombre de Soler, Ferrer y Cía. El año 1884, en el núm. 8 de la Rambla se hizo construir una casa, donde antes se encontraba el "Café del Jardín". Esta casa es de las más representativas de la llamada arquitectura de indianos.
Ferrer fue secretario de la comisión organizadora de la Exposición Regional de 1882, consejero del Banco de Vilanova (1881 - 1992), miembro de la Junta de la Biblioteca Museo Víctor Balaguer (1882-1903), vicepresidente de la misma el 1903 y 1910, y presidente hasta el año 1916 cuando dimitió. Impulsó el Pantano del Foix, y colaboró también regularmente con el Diario de Vilanova con artículos de temática variada. Aun así, también formó parte del ayuntamiento siendo parte del grupo de tendencia liberal. Fue regidor y teniente de alcalde el 1902 y 1903.